# Рябчиков, Пётр Алексеевич
Пётр Алексеевич Рябчиков (13 июля 1924 — 19 апреля 1974) — передовик советского сельского хозяйства, звеньевой колхоза «Красный партизан» Новосибирского района Новосибирской области, Герой Социалистического Труда (1949).

## Биография
Родился в 1924 году в селе Верхние Чемы (было затоплено при создании Новосибирского водохранилища) на территории современного Новосибирского района Новосибирской области, в крестьянской семье.
Завершил обучение в начальной школе и трудоустроился в 15 лет в местный колхоз "Красный партизан". Хозяйство специализировалось на картофелеводстве. В августе 1942 года был призван в ряды Красной Армии. Участник Великой Отечественной войны. 
После окончания войны вновь вернулся работать в колхоз, стал бригадиром. В 1948 году удалось получить отличный урожай - свыше 500 центнеров картофеля с гектара посевной площади.     
Указом Президиума Верховного Совета СССР от 20 марта 1949 года за достижение высоких показателей в производстве продукции сельского хозяйства и высокие урожаи картофеля Николаю Петру Алексеевичу Рябчикову было присвоено звание Героя Социалистического Труда с вручением ордена Ленина и медали «Серп и Молот». 
В 1954 году земли колхоза попали в зону затопления. Был организован укрупнённый колхоз имени Маленкова, здесь и продолжал трудиться Рябчиков Н.П.  
Проживал в селе Ленинское. Трагически погиб 19 апреля 1974 года. Похоронен на сельском кладбище.

## Награды
За трудовые и боевые успехи был удостоен:
- золотая звезда «Серп и Молот» (20.03.1949)
- орден Ленина (20.03.1949)
- Медаль "За отвагу" (20.05.1945)
- другие медали.